# Groene schelpzwam
De groene schelpzwam (Sarcomyxa serotina) is een schimmel behorend tot de familie Mycenaceae. Hij leeft als een necrotrofe parasiet. Vruchtlichamen groeien als overlappende waaier- of oestervormige kappen op het hout van zowel naald- als loofbomen (zoals Fagus, Alnus, Quercus en Salix). Hij veroorzaakt witrot.

## Kenmerken

### Uiterlijke kenmerken
Hoed
De hoed heeft een diameter van 3 tot 11 cm. Het is bladvormig, niervormig, schelpvormig of waaiervormig. De groene schelpzwam groeit zijdelings of met een korte steel. Het is gebogen of plat. De huid is droog en glad, met daaronder een elastische, gelatineuze laag. Jonge vruchtlichamen zijn aanvankelijk donkergroen of groenbruin van kleur, later okerbruin, geelbruin, vleesbruin. Bij jonge exemplaren is de rand van de hoed opgerold, scherp en licht gegroefd. De hoedjes staan solitair of in kleine groepen.
Lamellen
De lamellen aan de onderkant zijn dicht bij elkaar geplaatst, helder oranjegeel en hebben een adnate bevestiging aan de steel. 
Steel
De steel heeft een lengte van 0,8 tot 1,4 cm en een dikte van 1 tot 2 cm. In verhouding tot de diameter van de hoed is deze erg kort en relatief dik (soms helemaal geen steel). De steel heeft een conische vorm en een licht geschubd oppervlak. De kleur van de steel is meestal geelachtig maar soms lichtbruin.
Sporenprint
Hij produceert een gele crème sporenprint; 

### Microscopische kenmerken
De sporen zijn glad, amyloïde, cillindrisch tot worstvormig en meten  4-5,5 × 1-1,5 µm.

## Eetbaarheid
De hoeden zijn eetbaar, maar sommige mensen melden dat de smaak bitter is - een factor die kan afhangen van de waardboom waarop hij wordt gevonden. In Japan, waar hij Mukitake wordt genoemd, wordt hij beschouwd als "een van de lekkerste eetbare paddenstoelen", en onlangs is er een systeem ontwikkeld om de paddenstoel in plastic kassen te kweken. Sommige gidsen vermelden het echter als oneetbaar.

## Verspreiding
De groene schelpzwam is te vinden in het holarctisch gebied tot de boreale gebieden, in het noorden tot Groenland en in Noord-Europa tot de 69e breedtegraad. De soort is wijdverbreid in Duitsland, maar vertoont regionale onregelmatigheden bij het voorkomen. In Nederland komt hij zeer algemeen voor. Hij is niet bedreigd en staat niet op de rode lijst.

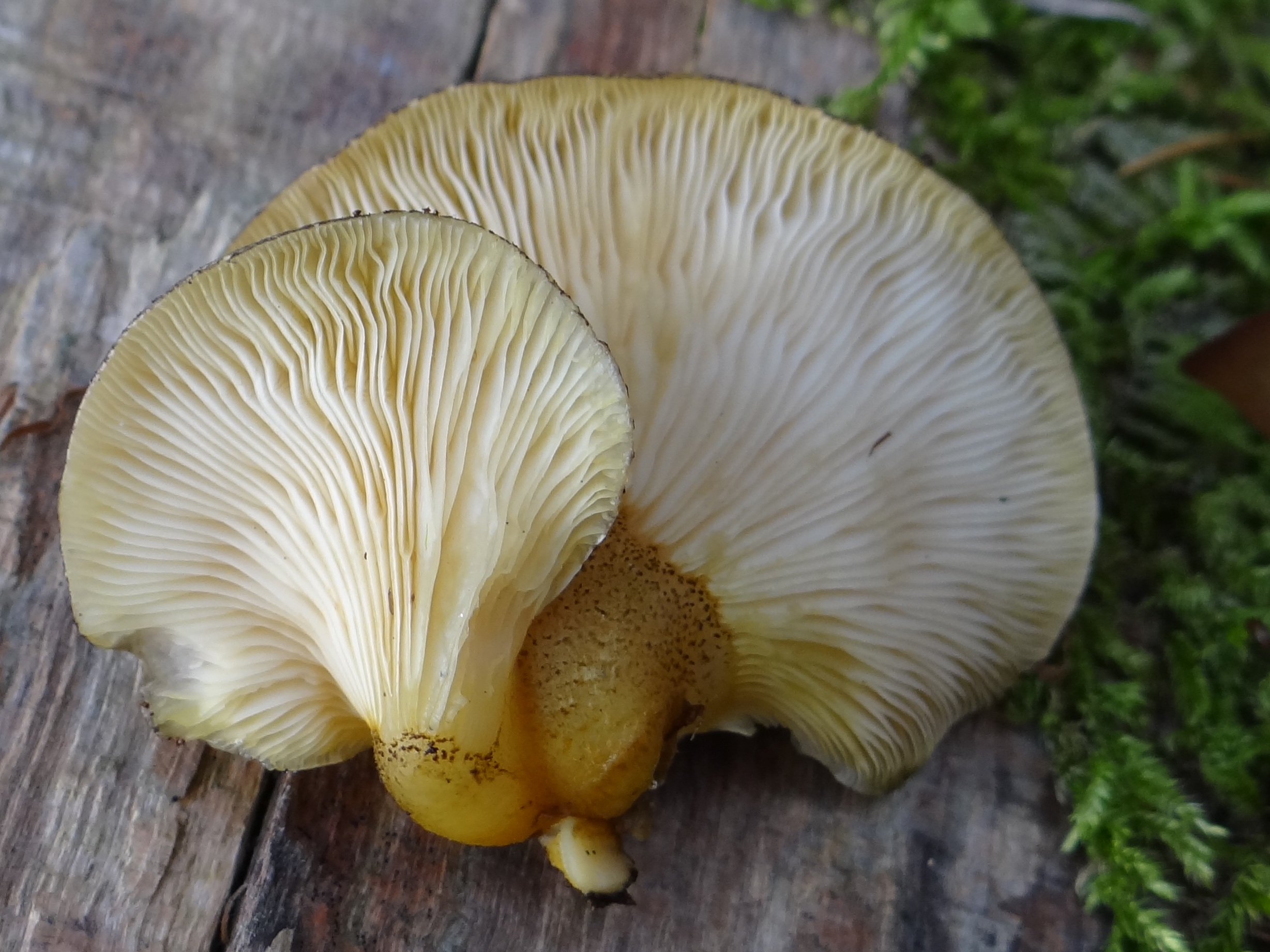
Lamellen
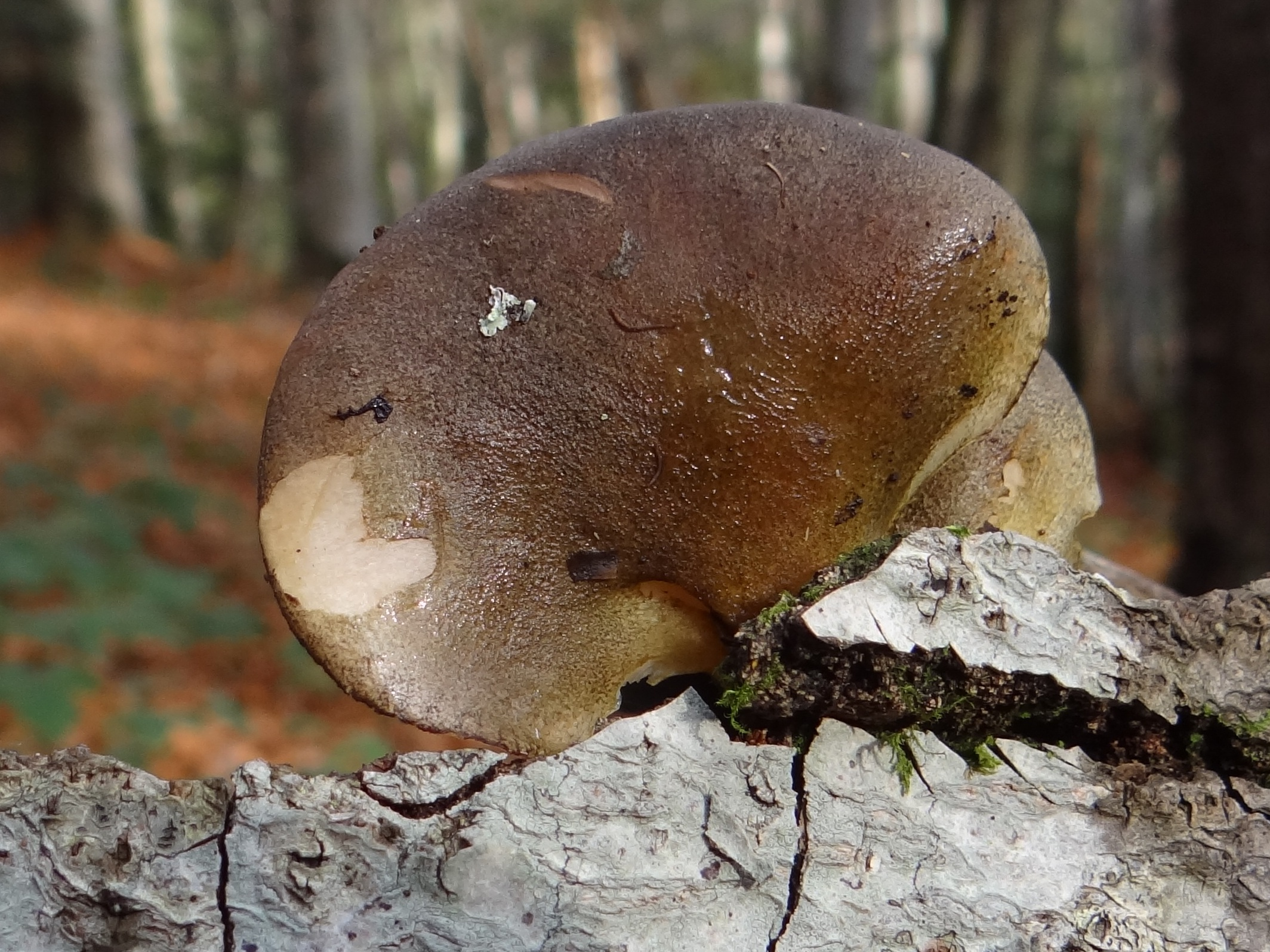
Bovenzijde